# Le ragazze fanno grandi sogni
Le ragazze fanno grandi sogni è il 15º album in studio  del cantautore italiano Edoardo Bennato, pubblicato nel 1995 come primo disco per l'etichetta discografica EMI Italiana e distribuito dalla Edizioni musicali Cinquantacinque. È stato inciso anche su disco in vinile a 33 giri in tiratura limitata numerata di 1700 esemplari.

## Descrizione
In seguito alla morte della sua compagna per incidente stradale, ed a quella della madre Adele pochi mesi dopo, Bennato, con l'aiuto degli amici di sempre, Aldo Foglia, Franco De Lucia, Giorgio Darmanin, Massimo Tassi, Gigi De Rienzo, Bob Fix ed i fratelli Giorgio ed Eugenio, nel settembre del 1995 pubblica questo nuovo disco, il cui sottotitolo non dichiarato è un omaggio al mondo femminile.

Nonostante contenga due brani, tra i migliori del Bennato degli anni novanta, Le ragazze fanno grandi sogni e Afferrare una stella, è un album dal sound pessimistico e malinconico, privo di quell'ironia che aveva contraddistinto il Bennato degli anni precedenti.

## Tracce
1. Le ragazze fanno grandi sogni – 3:04
2. Cerco il mio amore – 3:51
3. Mare chiaro mare scuro – 4:31
4. Tutti – 3:32
5. Che ci sei – 3:43
6. Afferrare una stella – 3:53
7. C'è – 4:18
8. Perché – 2:56
9. Elogio alla follia – 4:05
10. Per attraversare il mondo – 4:39

## Formazione
- Edoardo Bennato - voce
- Gigi De Rienzo - tastiera, cori, basso, chitarra
- Lele Melotti - batteria
- Franco Giacoia - chitarra elettrica, mandolino
- Agostino Marangolo - batteria
- Arnaldo Vacca - percussioni, tamburello
- Agostino Mennella - batteria
- Demo Morselli - tromba
- Bob Fix - sassofono tenore, programmazione
- Glenn White, Silvio Pozzoli - cori

## Classifiche
| Classifica (1995) | Posizione massima |
| ----------------- | ----------------- |
| Italia            | 12                |